# New Duston
New Duston – dzielnica miasta Northampton, w Anglii, w Northamptonshire, w dystrykcie (unitary authority) West Northamptonshire. Leży 4,1 km od centrum miasta Northampton i 101,7 km od Londynu. W 2011 roku dzielnica liczyła 9818 mieszkańców.